# Canton d'Ay
Pour les articles homonymes, voir AY.
Le canton d’Ay est un ancien canton français situé dans le département de la Marne et la région Champagne-Ardenne.

## Historique
- En 1790, lors de la création des cantons en France, un canton est créé autour d'Ay, comprenant les communes voisines d’Avenay, Bisseuil, Mareuil-sur-Ay et Mutigny. Un autre est formé avec Haut Villers comme chef-lieu et les villages de Champillon, Cormoyeux-et-Romery, Cumières, Dizy et Saint-Imoges. Un troisième canton est conçu autour de Louvois ; il regroupe les communes d’Ambonnay, Bouzy, Fontaine-sur-Ay, Germaine, Mutry, Tauxières et Tours-sur-Marne. Ces trois cantons font partie du district d’Épernay[1].

- La loi du 28 pluviôse an VIII impose un redécoupage des cantons. Les trois unités administratives fusionnent alors dans un nouveau canton d’Ay, rattaché à l’arrondissement de Reims[1]. Il connaît plusieurs modifications. En 1965, la commune de Dizy-Magenta est divisée en deux : la commune de Dizy réapparait et celle de Magenta est créée. De son côté, le quartier de La Villa est séparé d’Ay et incorporé à la commune Épernay[2]. Il est ensuite intégré au deuxième canton d’Épernay. Le canton est détaché de l’arrondissement de Reims le 1er janvier 2006, au profit de celui d’Épernay[3].

- De 1833 à 1848, les cantons d'Aï et de Châtillon avaient le même conseiller général. Le nombre de conseillers généraux était limité à 30 par département[4].

## Composition
Le canton d’Ay regroupait 20 communes.
| Nom             | Code Insee | Intercommunalité                           | Superficie (km2) | Population (dernière pop. légale) | Densité (hab./km2) |
| --------------- | ---------- | ------------------------------------------ | ---------------- | --------------------------------- | ------------------ |
| Ay (chef-lieu)  | 51030      | CC de la Grande Vallée de la Marne         | 10,43            | 3 978 (2013)                      | 381                |
| Ambonnay        | 51007      | CC de la Grande Vallée de la Marne         | 11,80            | 973 (2014)                        | 82                 |
| Avenay-Val-d'Or | 51028      | CC de la Grande Vallée de la Marne         | 12,49            | 956 (2014)                        | 77                 |
| Bisseuil        | 51064      | CC de la Grande Vallée de la Marne         | 10,03            | 645 (2013)                        | 64                 |
| Bouzy           | 51079      | CC de la Grande Vallée de la Marne         | 6,26             | 939 (2014)                        | 150                |
| Champillon      | 51119      | CC de la Grande Vallée de la Marne         | 1,46             | 505 (2014)                        | 346                |
| Cormoyeux       | 51173      | CC des Paysages de la Champagne            | 2,17             | 116 (2014)                        | 53                 |
| Cumières        | 51202      | CA Épernay, Coteaux et Plaine de Champagne | 2,99             | 782 (2014)                        | 262                |
| Dizy            | 51210      | CC de la Grande Vallée de la Marne         | 3,23             | 1 562 (2014)                      | 484                |
| Fontaine-sur-Ay | 51256      | CC de la Grande Vallée de la Marne         | 7,72             | 342 (2014)                        | 44                 |
| Germaine        | 51266      | CC de la Grande Vallée de la Marne         | 14,87            | 508 (2014)                        | 34                 |
| Hautvillers     | 51287      | CC de la Grande Vallée de la Marne         | 11,77            | 760 (2014)                        | 65                 |
| Louvois         | 51331      | CC de la Grande Vallée de la Marne         | 12,17            | 301 (2013)                        | 25                 |
| Magenta         | 51663      | CA Épernay, Coteaux et Plaine de Champagne | 0,97             | 1 740 (2014)                      | 1 794              |
| Mareuil-sur-Ay  | 51347      | CC de la Grande Vallée de la Marne         | 11,48            | 1 218 (2013)                      | 106                |
| Mutigny         | 51392      | CC de la Grande Vallée de la Marne         | 3,75             | 198 (2014)                        | 53                 |
| Romery          | 51465      | CC des Paysages de la Champagne            | 2,07             | 158 (2014)                        | 76                 |
| Saint-Imoges    | 51488      | CC de la Grande Vallée de la Marne         | 17,13            | 307 (2014)                        | 18                 |
| Tauxières-Mutry | 51564      | CC de la Grande Vallée de la Marne         | 10,17            | 288 (2013)                        | 28                 |
| Tours-sur-Marne | 51576      | CC de la Grande Vallée de la Marne         | 23,51            | 1 376 (2014)                      | 59                 |

## Représentation

### Liste des conseillers généraux du canton (1833 à 2015)
| Période                                  | Période                   | Identité                                 | Étiquette               | Qualité |
| ---------------------------------------- | ------------------------- | ---------------------------------------- | ----------------------- | --- |
| 1833                                     | 1842                      | Jean-Baptiste Louis Froc de la Boulaye   | Centre Royaliste modéré | Membre du Conseil d'État Propriétaire à Aï Ancien député (1815-1823)                                             |
| 1842                                     | 1864 (décès)              | Victor Nitot-Gravet                      |                         | Propriétaire, maire d'Aï                                                                                         |
| 1864                                     | 1871                      | Louis Napoléon Lannes, Duc de Montebello | Doctrinaire             | Ambassadeur, ministre, pair de France (1864-1870) et député (1849-1851)                                          |
| 1871                                     | 1889                      | Comte Jean Joseph Durant de Mareuil      | Républicain             | Ancien ministre plénipotentiaire Propriétaire - Maire d'Ay                                                       |
| 1889                                     | 1895                      | Gustave Lambert                          | Républicain             | Propriétaire - Maire de Tours-sur-Marne                                                                          |
| 1895                                     | 1901                      | Jules Blondeau                           | Républicain             | Propriétaire à Ay                                                                                                |
| 1901                                     | 1907                      | Léon Louis Grangé                        | Rad.                    | Médecin inspecteur des écoles Maire d'Ay, conseiller d'arrondissement                                            |
| 1907                                     | 1913                      | Henri Coulaud                            | Républicain             | Maire de Dizy-Magenta (1900-1912)                                                                                |
| 1913                                     | 1926 (décès)              | Emile Marcel Mailly                      | Rad.                    | Instituteur - Maire d'Ay                                                                                         |
| 1927                                     | 1937                      | Gabriel-Lucien Isaac-Parent              | SFIO                    | Maire de Dizy-Magenta (1913-1932)                                                                                |
| 1937                                     | 1941 (démission d'office) | Henri Martin                             | SFIO                    | Vigneron - Maire d'Hautvillers (1934-1943) Révoqué par le Gouvernement de Vichy Mort en déportation à Mauthausen |
|                                          |                           |                                          |                         | |
| 1943                                     | 1945                      | Paul Poirel                              |                         | Employé Maire de Dizy-Magenta Nommé conseiller départemental en 1943                                             |
|                                          |                           |                                          |                         | |
| 1945                                     | 1958                      | Gaston Martin                            | PCF                     | Caviste Adjoint au maire d'Épernay                                                                               |
| 1958                                     | 1976 (décès)              | Jean Collery                             | MRP puis UCDP           | Viticulteur Sénateur de la Marne (1970-1976) Maire d’Ay (1959-1976)                                              |
| 1976                                     | 1979                      | Alain Collery (fils du précédent)        | UDF-CDS                 | Chef d'entreprise à Ay                                                                                           |
| 1979                                     | 1988                      | Jacques Grès (1918-2003)                 | SE puis UDF-CDS         | Pharmacien, maire d'Ay                                                                                           |
| 1988                                     | 1994                      | Pierre Godbillon                         | UDF-CDS                 | Négociant en champagne Maire de Magenta (1972-2001)                                                              |
| 1994                                     | 2015                      | Dominique Lévèque                        | PS                      | Assistant parlementaire Maire d’Ay (1989-2020) Président de la CCGV Elu en 2015 dans le Canton d'Epernay-1       |
| Les données manquantes sont à compléter. |                           |                                          |                         | |

### Conseillers d'arrondissement (de 1833 à 1940)
| Période                                  | Période      | Identité                                      | Étiquette   | Qualité |
| ---------------------------------------- | ------------ | --------------------------------------------- | ----------- | --- |
| 1833                                     | 1834 (décès) | Baron Claude Nicolas Louis Hémart (1757-1834) |             | Magistrat, maire d'Aï                                                                                       |
| 1834                                     | 1854 (décès) | Baron Brice Hémart (1783-1854)                |             | Propriétaire vigneron à Aï                                                                                  |
|                                          |              |                                               |             | |
| 1889                                     | 1898         | Achille Verrier                               | Républicain | Maire de Mareuil-sur-Ay                                                                                     |
| 1898                                     | 1901         | Léon Louis Grangé                             | Rad.        | Médecin inspecteur des écoles, maire d'Ay                                                                   |
| 1901                                     |              | Julien Balourdet                              | Rad.        | Cultivateur-viticulteur, adjoint au maire d'Ambonnay, Président du Conseil d'arrondissement                 |
|                                          |              |                                               |             | |
| 1919                                     | 1920 (décès) | Ernest Martin (1872-1920)                     | Rad.        | Vigneron, maire d'Hautvillers                                                                               |
| 1920                                     | 1928         | M. Martin                                     | Rad.        | |
| 1928                                     | 1934         | Victor Philbert                               | Rad.        | Maire de Rilly-la-Montagne, Président du Syndicat des vignerons de la Champagne délimitée                   |
| 1934                                     | 1940         | Raymond Guénard (1872-1971)                   | ARD         | Médecin, propriétaire à Épernay                                                                             |
| 1940                                     |              |                                               |             | Les conseils d'arrondissement ont été suspendus par la loi du 12 octobre 1940 et n'ont jamais été réactivés |
| Les données manquantes sont à compléter. |              |                                               |             | |

### Vie politique depuis la Libération
Le canton est en premier lieu la circonscription d'élection du conseiller général, élu au scrutin uninominal majoritaire à deux tours.
Lors des cantonales de 1958, Jean Collery succède au communiste M. Martin, conseiller général depuis la Libération. Élu sous l’étiquette MRP, il remporte la mairie d’Ay l’année suivante. Il devient sénateur en 1970 et rejoint le groupe de l’UCDP. Il reste sénateur, maire et conseiller général jusqu’à sa mort en 1976.
En octobre 1988, Pierre Godbillon est élu conseiller général sous l'étiquette UDF. Entré au conseil municipal de Magenta en 1971, il devient maire de la commune l'année suivante et le reste jusqu’en 2001. Il est également vice-président du District d’Épernay puis président du parc naturel régional de la Montagne de Reims durant un an, entre 1993 et 1994. Cette année-là, il perd de justesse les élections cantonales avec 49,23 % des suffrages.
Le canton d’Ay repasse donc à gauche, avec l’élection du socialiste Dominique Lévèque, qui est maire du chef-lieu depuis 1989. Il est également président de la communauté de communes de la Grande Vallée de la Marne. Il est réélu dès le premier tour en 2001 avec 54,14 % des voix. Face à lui, la maire (dvd) de Bouzy, Rachel Paillard, obtient 19,67 % et le communiste Guy Stocker 14,2 %. L’extrême droite avec deux candidats, Hélène Cathala du FN et Nicolas Lelarge-Rayer du MNR, totalise près de 12 % des bulletins. Après être devenu président du PNR de la Montagne de Reims, il est réélu pour un troisième mandat en 2008. Lors de cette élection, il récolte 61,49 % des voix dès le premier tour. Il bat ainsi le candidat du MoDem et de la majorité départementale, Alain Gorlier (15,64 %), Martine Tuffin-Lévèque du PCF (12,12 %) et Franck Rivière du FN (10,75 %).

## Géographie

Carte du canton d’Ay.

Le nord du canton est formé par la montagne de Reims, dont le plateau s’élève au-dessus des 250 mètres et culmine à 282 mètres au nord d’Ambonnay. Le plateau descend vers la Marne, dont la vallée se situe entre 70 et 80 m. Les coteaux formés par la pente de la montagne de Reims sont orientés au sud ou sud-est et accueillent le vignoble de Champagne. Le massif est entrecoupé de manière perpendiculaire à la Marne et au canal latéral à la Marne par plusieurs ruisseaux, affluents de la rivière, et leurs vallées. À l’ouest du canton, les villages de Romery et Cormoyeux sont installés dans la vallée du ru de Brunet, long de 7,1 km. À l’est, s’écoule la Livre qui forme une vallée plus large. Elle sépare le mont Aigu du reste de la montagne de Reims. Au sud de la vallée de la Livre, une fois ce sommet passé, s’ouvre alors une plaine autour de Tours-sur-Marne. Située en dessous des 150 m d’altitude, elle fait partie de la Champagne crayeuse. La Germaine, affluent de la Livre d’une longueur de 10 km, forme une autre vallée vers le nord et le village de Germaine. D’autres ruisseaux de tailles plus modestes entaillent également le plateau, qui accueille notamment plusieurs étangs entre Hautvillers et Saint-Imoges. Le plateau est recouvert par une forêt majoritairement plantée de chênes, mais aussi de frênes, hêtres et conifères.
La quasi-totalité du territoire appartient au parc naturel régional de la Montagne de Reims puisque seule la commune de Magenta n’en est pas membre. Le canton accueille une zone Natura 2000, dénommée « massif forestier de la Montagne de Reims (versant sud) et étangs associés ». Sur 1 733 ha, elle comprend notamment des forêts acidiphiles, neutrophiles ainsi que des hêtraies thermophiles, où se trouvent des espèces faunistiques remarquables et protégées. Les étangs accueillent des phytocoenoses rares. La flore y est également riche et diversifiée. D’anciennes carrières souterraines de calcaire, près d’Avenay, sont aujourd’hui occupées par des chiroptères, durant leur hivernage. Cette zone Natura 2000 fait partie d’une ZNIEFF plus étendue (4 854 ha) de type 2, du même nom. Au total, le canton accueille onze ZNIEFF de type 1 et deux de type 2, la deuxième étant la « vallée de la Marne de Vitry-le-François à Épernay »).

## Démographie
| 1962   | 1968   | 1975   | 1982   | 1990   | 1999   | 2006   | 2007   | 2008   | 2009 |
| ------ | ------ | ------ | ------ | ------ | ------ | ------ | ------ | ------ | ---- |
| 16 295 | 17 233 | 17 452 | 17 633 | 17 843 | 18 373 | 17 944 | 17 909 | 17 923 | -    |

En 2008, l’Insee recensait 17 923 habitants contre 18 373 en 1999. Cette baisse de la population est due à un accroissement naturel presque nul et un solde migratoire négatif. La densité de population est donc de 101,6 habitants par kilomètre carré. Les seules communes d’Ay, Magenta et Dizy rassemblent 42 % des habitants du canton. En effet, la majorité de la population se concentre dans la vallée de la Marne.
La population du canton est plus âgée que la moyenne départementale. Ainsi, les plus de 60 ans représentent 22,7 % des habitants contre 20,6 %. Par ailleurs, seul un tiers de la population à moins de 30 ans alors que cette tranche d’âge atteint près de 39 % des marnais. La population cantonale est majoritairement féminine à 51,3 %, un chiffre semblable à l'échelle départementale de 51,5 %.
Le canton compte 8 276 logements, dont 154 résidences secondaires et 616 logements vacants. La très grande majorité des logements sont des maisons, les appartements pèsent pour 21 %. On dénombre 7500 ménages. Sur 100 ménages, 27,2 sont composés d’une seule personne, 32,5 le sont par un couple sans enfant et 31,7 étaient un couple avec enfant(s). Le pourcentage de ménages familiaux est donc supérieur de sept points à la moyenne du département.

## Économie

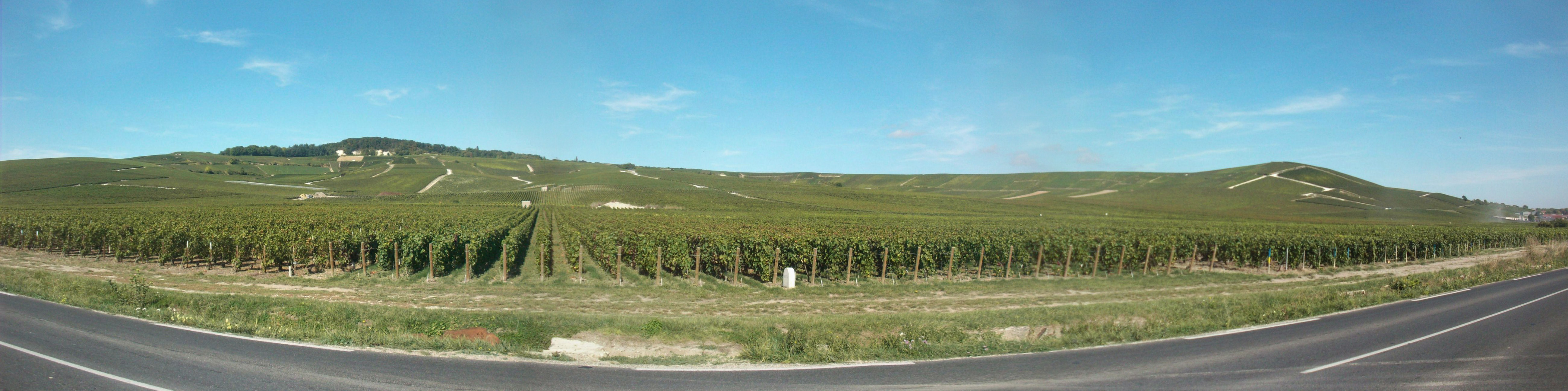
Le vignoble de Champagne entre Ay et Dizy.

En 2008, le canton compte une population active de 8707 personnes et le taux de chômage y est de 6,5 %, sensiblement inférieur à la moyenne marnaise et champenoise. On dénombre 7 243 emplois dans le canton. L’agriculture y est importante, elle représente 22 % des emplois. L’essentiel des terres agricoles se concentre au sud-est du canton, autour de Tours-sur-Marne. Cependant, la viticulture est l’activité phare de l’agriculture locale. Les coteaux entre Ay et Hautvillers sont d’ailleurs considérés comme le « berceau historique du champagne ». Le canton regroupe des communes de trois terroirs du vignoble : la rive droite de la vallée de la Marne (Cormoyeux et Romery), la grande vallée de la Marne (entre Cumières et Bisseuil) et la grande montagne de Reims (de Tours-sur-Marne à Louvois). Il compte au total  3 084,7 hectares de vignes,,. Elles représentent donc environ 17,7 % du territoire cantonal.
Le canton d’Ay est également une terre ouvrière, ainsi les ouvriers composent un tiers de la population active et l'industrie représente 30,5 % des emplois de la zone. Le commerce et les transports représentent 27,5 % des emplois, contre 4,1 % pour la construction et près de 15,9 % pour les administrations publiques, l’enseignement, la santé et l’action sociale près de 16 %.